# Conoderus amplicollis
Conoderus amplicollis là một loài bọ cánh cứng trong họ Elateridae. Loài này được Gyllenhal miêu tả khoa học năm 1833.